# El buen amor
Pour plus de détails, voir Fiche technique et Distribution.
El buen amor est un film espagnol réalisé par Francisco Regueiro, sorti en 1963.

## Synopsis
Un couple d'étudiants organise une escapade à Tolède.

## Fiche technique
- Titre : El buen amor
- Réalisation : Francisco Regueiro
- Scénario : Francisco Regueiro
- Musique : Miguel Asins Arbó
- Photographie : Juan Julio Baena
- Montage : Pablo G. del Amo
- Production : Alfredo Matas
- Société de production : Jet Films
- Pays :  Espagne
- Genre : Drame
- Durée : 90 minutes
- Dates de sortie : 
  -  France : mai 1963 (Festival de Cannes)

## Distribution
- Simón Andreu : José
- Marta del Val : Mari Carmen
- Enriqueta Carballeira : Juanita

## Distinctions
Le film a été présenté en sélection officielle en compétition au Festival de Cannes 1963.